# دانشنامه داروسازی و داروخانه‌داری در اصفهان
دانشنامه داروسازی و داروخانه‌داری در اصفهان کتابی از حسین یقینی است که در سال ۱۳۹۴ منتشر و در مراسم کتاب سال جمهوری اسلامی ایران به‌عنوان کتاب برگزیده معرفی شد.
در این دانشنامهٔ پنج‌جلدی، داروخانه‌داری، علوم دارویی و داروشناسی در اصفهان بررسی شده‌است.